# Towarzystwo Przyjaciół Siatkówki Rumia 2010-2011
Questa voce raccoglie le informazioni riguardanti il Towarzystwo Przyjaciół Siatkówki Rumia nelle competizioni ufficiali della stagione 2010-2011.

## Organigramma societario
Area direttiva
- Presidente: Leszek Staszyński

Area tecnica
- Allenatore: Jerzy Skrobecki

## Rosa
| N° | Nome                  | Ruolo | Data di nascita   | Nazionalità sportiva |
| -- | --------------------- | ----- | ----------------- | -------------------- |
| 1  | Aleksandra Theis      | S/O   | 24 giugno 1986    | Polonia              |
| 2  | Alicja Leszczyńska    | P     | 16 giugno 1988    | Polonia              |
| 4  | Michalina Jagodzińska | L     | 23 agosto 1984    | Polonia              |
| 5  | Ewelina Toborek       | C     | 10 gennaio 1986   | Polonia              |
| 7  | Natalija Zemcowa      | C     | 7 settembre 1984  | Ucraina              |
| 8  | Anna Brodacka         | P     | 9 ottobre 1979    | Polonia              |
| 9  | Karolina Labudda      | C     | 1º marzo 1991     | Polonia              |
| 10 | Dorota Pykosz         | C     | 22 ottobre 1978   | Polonia              |
| 11 | Agnieszka Starzyk     | S     | 4 maggio 1985     | Polonia              |
| 12 | Izabela Hohn          | S/O   | 23 settembre 1985 | Polonia              |
| 14 | Maybelis Martínez     | S     | 12 giugno 1977    | Cuba                 |
| 15 | Ewelina Mikołajewska  | S     | 20 giugno 1992    | Polonia              |
| 17 | Véronika Hudima       | S     | 8 luglio 1988     | Francia              |